# Sevens Grand Prix Series 2015
El Sevens Grand Prix Series de 2015 fue la decimocuarta temporada del circuito de selecciones nacionales masculinas europeas de rugby 7.
Entregó un cupo para los Juegos Olímpicos 2016 y tres cupos para el repechaje.

## Calendario
| Torneo               | Ciudad | Fecha          | Campeón |
| -------------------- | ------ | -------------- | ------- |
| Seven de Moscú 2015  | Moscú  | 6-7 de junio   | Francia |
| Seven de Lyon 2015   | Lyon   | 13-14 de junio | Francia |
| Seven de Exeter 2015 | Exeter | 11-12 de julio | Francia |

## Tabla de posiciones
| Pos | País       | RUS | FRA | ENG | Puntos |
| --- | ---------- | --- | --- | --- | ------ |
| 1   | Francia    | 20  | 20  | 20  | 60     |
| 2   | España     | 16  | 18  | 16  | 50     |
| 3   | Inglaterra | 14  | 12  | 18  | 44     |
| 4   | Rusia      | 18  | 10  | 10  | 38     |
| 5   | Alemania   | 10  | 14  | 14  | 38     |
| 6   | Portugal   | 12  | 8   | 4   | 24     |
| 7   | Gales      | 8   | 2   | 12  | 22     |
| 8   | Bélgica    | 3   | 16  | 1   | 20     |
| 9   | Lituania   | 6   | 3   | 8   | 17     |
| 10  | Georgia    | 4   | 4   | 6   | 14     |
| 11  | Italia     | 2   | 6   | 3   | 11     |
| 12  | Rumania    | 1   | 1   | 2   | 4      |

| Bandera de Francia |
| Campeón Francia    |
| Segundo título     |